# Чёрные дыры. Белые пятна
Чёрные дыры. Белые пятна — телеальманах, цикл познавательных программ производства телекомпании «Цивилизация», специализирующейся на выпуске научно-просветительских программ и фильмов. Продолжительность выпуска — 39 минут.
Каждый выпуск программы состоит из семи сюжетов (частей), освещающих самый широкий круг тем: технологии, путешествия, научные открытия, известные люди, неизвестные факты, научные исследования, история России, мировая история, документальная кинохроника и т. д.

## Награды
- 2004 — выдвигалась на соискание «ТЭФИ» в номинации «Программа о науке»
- 2006 и 2007 — также выдвигалась на соискание «ТЭФИ» и вошла в число финалистов.
- 22 июня 2007 года программа получила Гран-при IV Всероссийского телефестиваля научно-образовательных и просветительских программ «Разум. XXI век».
- 15 декабря 2012 года цикл сюжетов из рубрики «Заметки с ледовых полей» получил приз российского представительства «Гринпис» на II Международном фестивале неигрового кино «Арктика».
- 2017 год -  премия "За верность науке" в номинации  лучшая телевизионная программа